# Мілковиці-Ставкі
Мілковиці-Ставкі (пол. Miłkowice-Stawki) — село в Польщі, у гміні Дорогичин Сім'ятицького повіту Підляського воєводства.
Населення — 129 осіб (2011).
У 1975-1998 роках село належало до Білостоцького воєводства.

## Демографія
Демографічна структура станом на 31 березня 2011 року:
|          | Загалом | Допрацездатний вік | Працездатний вік | Постпрацездатний вік |
| -------- | ------- | ------------------ | ---------------- | -------------------- |
| Чоловіки | 65      | 14                 | 41               | 10                   |
| Жінки    | 64      | 19                 | 31               | 14                   |
| Разом    | 129     | 33                 | 72               | 24                   |